# Caso Urgenda contra Países Bajos
El caso Estado de los Países Bajos contra la Fundación Urgenda (en neerlandés: De Staat Der Nederlanden v. Stichting Urgenda) fue un proceso judicial juzgado por la Corte Suprema de los Países Bajos en 2019 sobre los esfuerzos gubernamentales para reducir las emisiones de dióxido de carbono, iniciado contra el gobierno de los Países Bajos en 2013, alegando que este gobierno —de no cumplir con un objetivo mínimo de reducción de emisiones de dióxido de carbono establecido por científicos para evitar los efectos dañinos del cambio climático— pondría en peligro los derechos humanos de los ciudadanos neerlandeses previstos por las leyes nacionales y comunitarias de la Unión Europea.
El fallo inicial de 2015 compelió al gobierno a que cumpliera una meta de una reducción del 25 % de las emisiones respecto de los niveles de 1990 para 2020, confirmado luego de ser apelado ante la Corte Suprema, afirmando que la reducción de las emisiones era necesaria para que el gobierno de los Países Bajos protegiera los derechos humanos. Este es el primer caso de responsabilidad extracontractual por daños en contra de un gobierno que pone de manifiesto los aspectos del cambio climático sobre una perspectiva de los derechos humanos además de ser el primer caso de justicia climática en tener sentencia favorable.

## Antecedentes
En el cuarto y quinto informe sobre cambio climático de 2007 y 2014, respectivamente, realizados por el Grupo Intergubernamental de Expertos sobre el Cambio Climático de la Organización de las Naciones Unidas, entre otros hallazgos, estos remarcaron la necesidad de una reducción significativa a corto plazo en las emisiones de dióxido de carbono para 2030. La Unión Europea estableció una meta para que sus Estados miembro logren una reducción de un 40 % de sus emisiones desde los niveles de 1990 a 2030, antes de aquella del Acuerdo de París de 2016 que estableció una meta similar a nivel mundial. Cada estado miembro, incluido los Países Bajos, estaba obligado a establecer sus propias políticas a nivel nacional antes del Acuerdo de París para alcanzar este objetivo.
Por lo general, los Países Bajos eran vistos como un país en la vanguardia en tratar de limitar el cambio climático, ya que gran parte del país se encuentra al mismo nivel o bajo el nivel del mar, por lo que se vería considerablemente afectado por el aumento del nivel de los océanos. Durante la década de 2010, los activistas afirmaban que el gobierno comenzó a favorecer más a las industrias tradicionales de combustibles fósiles sobre aquellas de fuentes renovables, además de que el país comenzó a quedarse atrás en su compromiso de reducir las causas del cambio climático.
La Fundación Urgenda es un grupo activistas climáticos fundado en 2008, que representa los intereses de 886 ciudadanos neerlandeses. Este estaba siguiendo los informes de evaluación del IPCC y otros sobre el cambio climático, así como el argumento de su abogado, Roger Cox, en su libro de 2010 Revolution Justified, en el que propone los caminos posibles para iniciar demandas sobre cambio climático a los gobiernos a través de la justicia climática, con la idea de que la incapacidad de reducir las emisiones y de prevenir el cambio climático por parte del gobierno provocan la vulneración de los derechos humanos. Urgenda realizó una petición ante el gobierno neerlandés en el que le instaba a comprometerse con una reducción de un 40 % de los niveles de dióxido de carbono para 2020. Esta petición no solo hacía referencia a los informes recientes como los de evaluación del IPCC, sino que también alegaba que gobierno de los Países Bajos tenía el deber de reducir las emisiones para proteger los derechos humanos bajo las normas de la Unión Europea. Este es el primera caso conocido en que se usan las normas de la Unión Europea sobre derechos humanos para hacer que los gobiernos tomen medidas frente al cambio climático.
El gobierno en su respuesta declaró que este objetivo era demasiado agresivo en comparación con el objetivo del 30% para 2020 que en ese momento buscaba la Unión Europea, aparte de que el país sólo se comprometería con un 40% si todos los demás países miembros de la Unión Europea se pusieran el mismo objetivo.

## Corte de Distrito
La Fundación Urgenda demandó al estado en septiembre de 2013, alegando que el estado debe comprometerse a reducir las emisiones de dióxido de carbono en un 40 % para 2030 o a un mínimo de 25 % para 2020, sujeto a la legislación neerlandesa y de la Unión Europea. En la denuncia Urgenda afirmó que el gobierno era responsable de manejar todas las emisiones de dióxido de carbono del país y estaba obligado por sus leyes a reducir la contribución del país al cambio climático.
La primera audiencia del caso ante la Corte de Distrito de La Haya tuvo lugar en abril de 2015. La Corte de Distrito falló en junio de 2015 a favor de Urgenda y dispuso que el gobierno de los Países Bajos debe lograr una reducción del 25 % de las emisiones de dióxido de carbono de los niveles de 1990 para 2020. También este tribunal halló que antes de 2010, el estado había planeado reducir en un 30 % las emisiones para el 2020, pero a partir de 2010 cambió su política y redujo su meta a un 14 a 17 %. Si bien el estado argumentó que la contribución neta de las emisiones de dióxido de carbono no era tan significativa como la de otros países importantes, el tribunal consideró en su fallo que «[e]l estado no debe esconderse detrás del argumento de que la solución al problema climático global no depende solamente de los esfuerzos neerlandeses. Cualquier reducción de las emisiones contribuye con la prevención del peligroso cambio climático y como un país desarrollado, los Países Bajos debería tomar la iniciativa sobre esto». En el fallo afirmó que el gobierno neerlandés estaba obligado legalmente a reducir las emisiones para proteger la vida humana, y que los costos asociados con una reducción del 25 % de las emisiones no eran considerablemente altos. El tribunal expresó además su preocupación sobre respetar el proceso legislativo y estableció el requisito en 25 %, el mínimo que el IPCC y otros informes estimaron que era posible para países desarrollados, necesarios para prevenir un cambio climático peligroso.

## Corte de Apelaciones
El gobierno neerlandés apeló el fallo a través de varias acciones a lo largo de 2018 ante la Corte de Apelaciones en La Haya. El estado arguyó que la Corte de Distrito con su mandato vulneraba la trias politica, el principio de separación de poderes de los Países Bajos, al pretender crear una política ambiental a través de sus fallos. En estas apelaciones, Urgenda replicó haciendo mayor énfasis en la cuestión de los derechos humanos, añadiendo alegaciones de que el gobierno neerlandés estaba obligado por los artículos 2 y 8 de la Convención Europea de Derechos Humanos a hacerse cargo de las emisiones, lo que el estado refutó. La Corte de Apelaciones falló en octubre de 2018, confirmando el mandato de reducción de emisiones del 25 %. La Corte rechazó los argumentos del estado de que la orden vulneraba el principio de separación de poderes, ya que la sentencia no fue específica y no precisó la legislación de cómo lograr la meta, aparte de que debido a que el asunto se relacionaba con los derechos humanos, incluidos aquellos previstos en la Convención Europea de Derechos Humanos, por lo que los tribunales estaban facultados para emitir tales fallos.

## Corte Suprema
Posteriormente, el estado presentó una apelación ante la Corte Suprema de los Países Bajos, la cual este organismo rechazó el 20 de diciembre de 2019 y mantuvo el requisito de reducción del 25 %. En su fallo, la Corte Suprema afirmó que el gobierno neerlandés era responsable de la gestión de las emisiones de dióxido de carbono del país y que estaba obligado a proteger los derechos humanos. El fallo se remitió a lo expresado por la Corte de Apelaciones, diciendo que «cada país es responsable de su parte» de las emisiones.

## Consecuencias

### En los Países Bajos
Cuando el caso fue remitido a la Corte Suprema, el gobierno neerlandés comenzó a establecer medidas para cumplir con el objetivo de emisiones. El gobierno ya había planeado prohibir las centrales eléctricas a base de carbón para el 2030, aun así ordenó el cierre de la planta Hemweg para 2020, cuatro años antes de lo planificado.  A partir de los debates en diciembre de 2018, el gobierno aprobó un nuevo plan climático en junio de 2019, buscando llegar a una reducción de las emisiones de dióxido de carbono de un 49 % para el 2030. Este plan incluye tributos a las industrias por las emisiones de dióxido de carbono, cambiar del gas a la energía eléctrica mediante incentivos e impuestos a los conductores de vehículos por cada uso a partir de 2025.
Aún con los cambios impulsados, la Agencia de Evaluación Ambiental de los Países Bajos informó en enero de 2019 que proyectaba que las reducciones de emisiones de dióxido de carbono alcanzarían de un 19 a un 26 % desde 1990 para fines de 2020, lo que obligaría al estado a tomar más medidas para asegurarse de cumplir el objetivo. Las sentencias en el caso, si bien obligan al gobierno a cumplir con la reducción de un 25 %, no especifica qué consecuencias habrá para el estado si no cumple con ese objetivo. Un portavoz de la Fundación Urgenda declaró que no indagaron sobre las sanciones al gobierno en caso de no alcanzar el objetivo, ya que «consideran que no hay razón por la que el gobierno no vaya a respetar la decisión del más alto tribunal de justicia en los Países Bajos».

### En el mundo
Aunque no es el primer litigio sobre el cambio climático, el fallo original de 2015 de este caso fue anunciado mundialmente como la primera demanda exitosa de responsabilidad extracontractual en contra de un gobierno de recurrir al cambio climático para proteger los derechos humanos, un área también conocida como justicia climática. El fallo en el caso de los Países Bajos dio lugar a procesos judiciales similares de justicia climática en otros países, entre ellos España, Bélgica, Francia, Irlanda, Alemania, Nueva Zelanda, Gran Bretaña, Suiza y Noruega.